# 95 Thesen

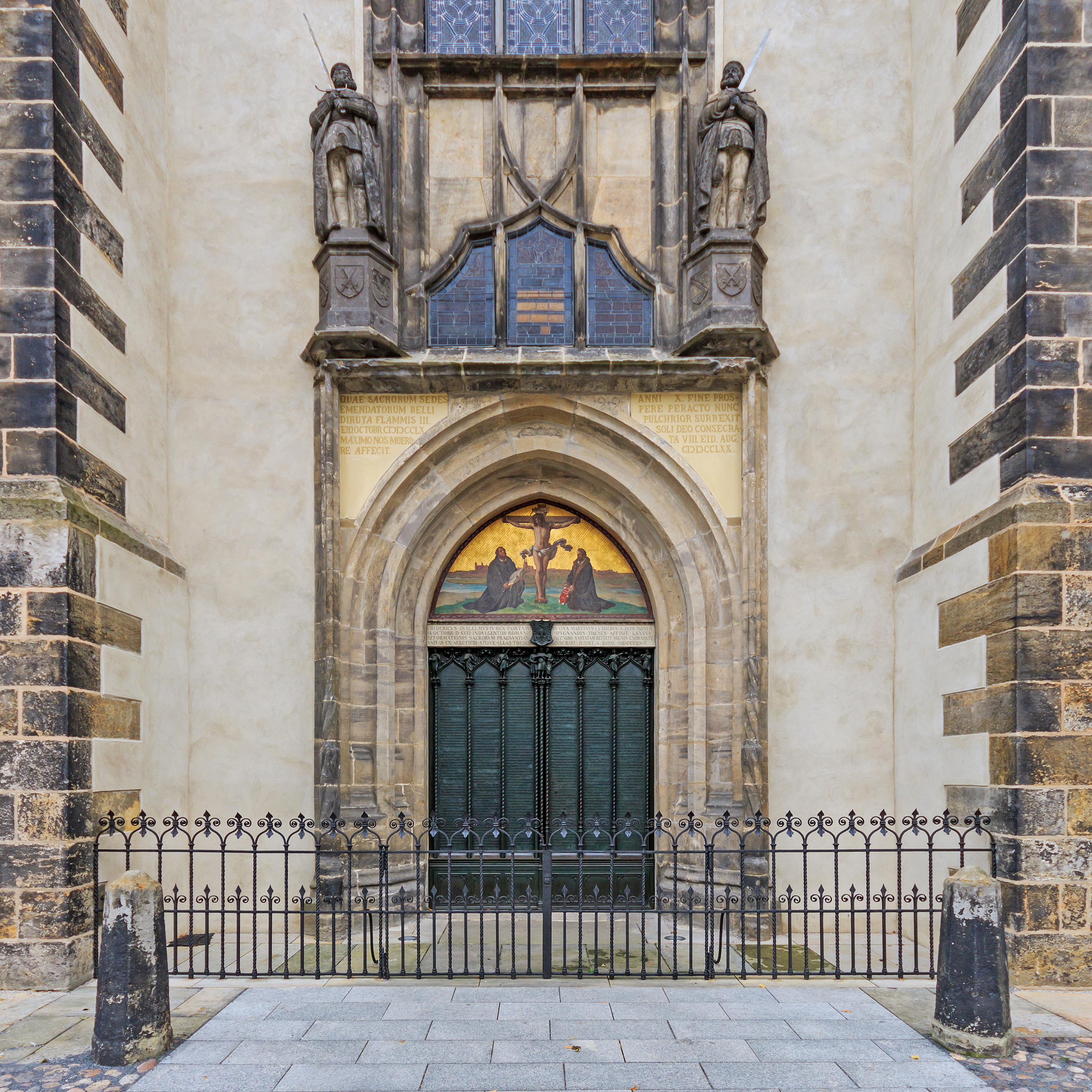
Thesentür an der Schlosskirche in der Lutherstadt Wittenberg

Martin Luthers 95 Thesen – im lateinischen Original Disputatio pro declaratione virtutis indulgentiarum (Disputation zur Klärung der Kraft der Ablässe), in frühen deutschen Drucken Propositiones wider das Ablas –, in denen er sich gegen den Missbrauch des Ablasses und besonders gegen den geschäftsmäßigen Handel mit Ablassbriefen aussprach, wurden am 31. Oktober 1517 als Beifügung an einen Brief an den Erzbischof von Mainz und Magdeburg, Albrecht von Brandenburg, erstmals in Umlauf gebracht. Da eine Stellungnahme Albrechts von Brandenburg ausblieb, gab Luther die Thesen an einige Bekannte weiter, darunter Wilhelm Nesen und Konrad Nesen, die sie kurze Zeit später ohne sein Wissen veröffentlichten und damit zum Gegenstand einer öffentlichen Diskussion im gesamten Reich machten.
Die Historizität des Thesenanschlags, bei dem Luther seine 95 Thesen am Mittwoch, dem 31. Oktober 1517 eigenhändig an die Tür der Schlosskirche in Wittenberg genagelt haben soll, ist umstritten.

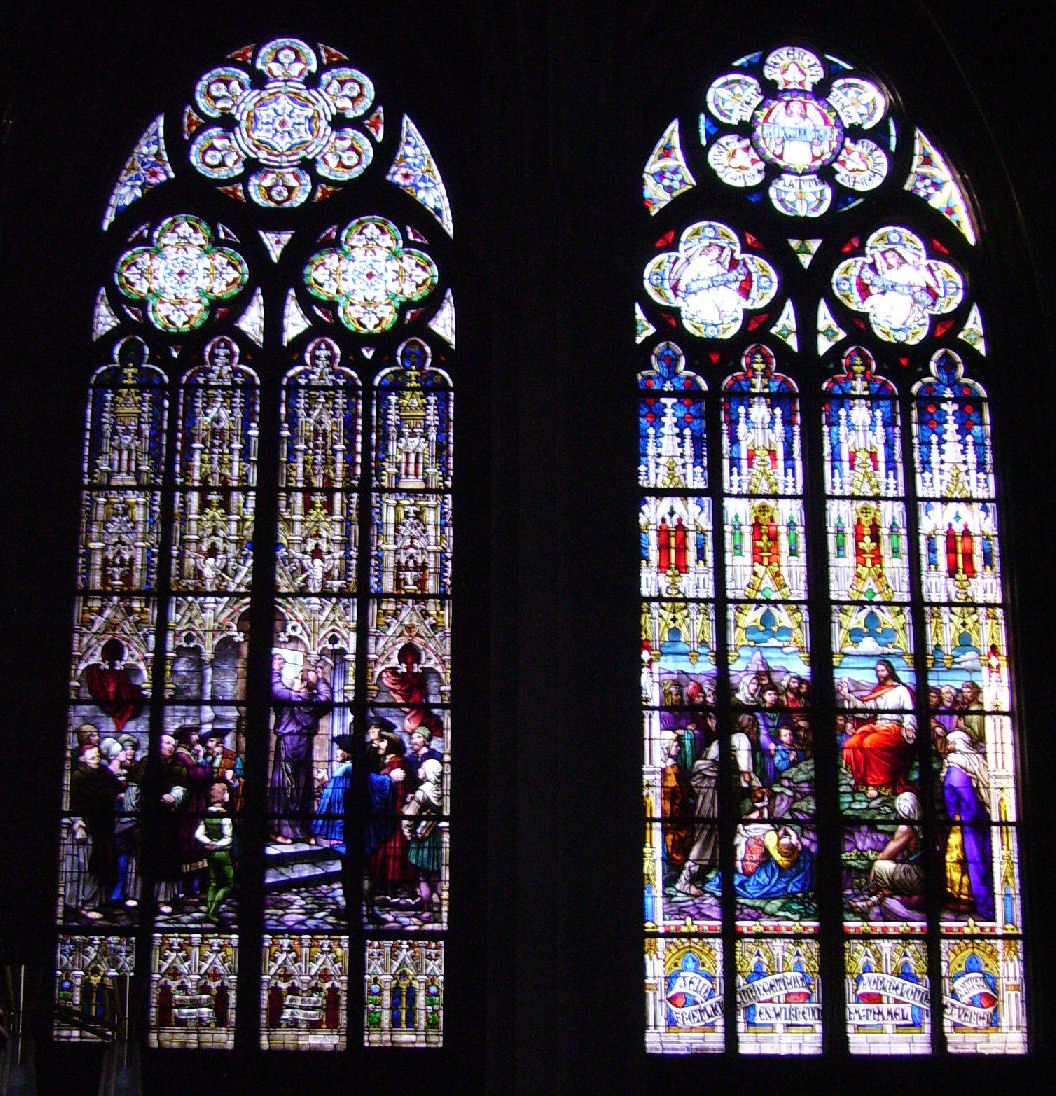
Darstellung des Thesenanschlags in der Speyrer Gedächtniskirche

Sonderbriefmarke (1967) der Deutschen Bundespost anlässlich des 450. Jahrestages

## Die 95 Thesen

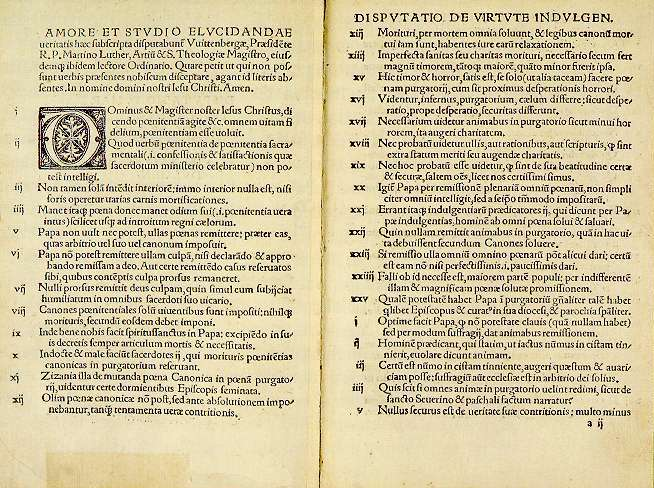
Beginn der 95 Thesen

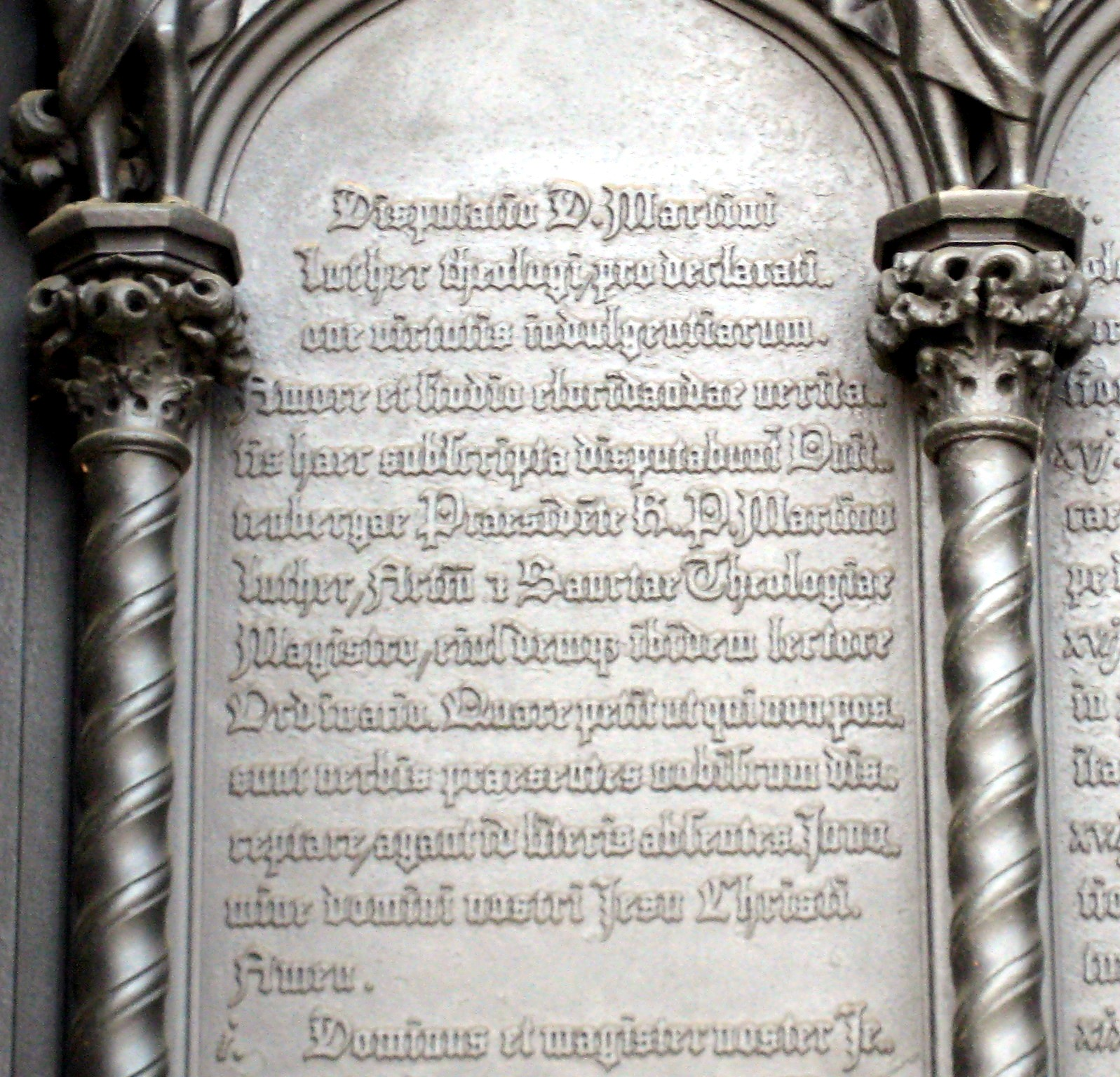
Einleitung zu den 95 Thesen am Portal der Schlosskirche zu Wittenberg

### Zusammenfassung
Das Dokument folgt dem Stil von Disputationsthesen, wie sie zu jener Zeit bei akademischen Promotionen üblich waren, und ist auf Latein verfasst. Ausgehend vom Jesuswort „Tut Buße“ (Mt 4,17 ) wendet sich Luther zunächst gegen die kirchlich geschürte Angst vor dem Fegefeuer. Ab der These Nr. 21 bildet der Ablasshandel den Schwerpunkt seiner Ausführungen. Er bezeichnet den Ablass als „gutes Geschäft“ (Nr. 67), spricht ihm aber jegliche Wirkungskraft ab, „auch die geringste läßliche Sünde wegzunehmen“ (Nr. 76). In Nr. 81 werden „spitzfindige Fragen der Laien“ angekündigt, die sich als rhetorische Fragen erweisen, beispielsweise Nr. 86: „Warum baut der Papst, der heute reicher ist als der reichste Crassus, nicht wenigstens die eine Kirche St. Peter lieber von seinem eigenen Geld als dem der armen Gläubigen?“ Den Abschluss bildet ein Aufruf an die Christen, „dass sie ihrem Haupt Christus durch Strafen, Tod und Hölle nachzufolgen trachten und daß die lieber darauf trauen, durch viele Trübsale ins Himmelreich einzugehen, als sich in falscher geistlicher Sicherheit zu beruhigen“.

### Inhalt der Thesen im Einzelnen
- 1: Da unser Herr und Meister Jesus Christus spricht „Tut Buße“ u. s. w. (Matth. 4,17), hat er gewollt, dass das ganze Leben der Gläubigen Buße sein soll.[1]
- 2: Dieses Wort kann nicht von der Buße als Sakrament – d. h. von der Beichte und Genugtuung –, die durch das priesterliche Amt verwaltet wird, verstanden werden.[1]
- 3: Es bezieht sich nicht nur auf eine innere Buße, ja eine solche wäre gar keine, wenn sie nicht nach außen mancherlei Werke zur Abtötung des Fleisches bewirkte.[1]
- 4: Daher bleibt die Strafe, solange der Hass gegen sich selbst – das ist die wahre Herzensbuße – bestehen bleibt, also bis zum Eingang ins Himmelreich.[1]
- 5–6: Der Papst kann nur Strafen erlassen, die er selbst auferlegt hat.
- 7: Gott erlässt nur denjenigen die Schuld, die sich dem Priester als seinem Vertreter unterwerfen.
- 8–9: Die kirchlichen Bestimmungen über die Buße und das Erlassen von Strafen gelten nur für die Lebenden, nicht für Verstorbene.
- 10–13: Eine Strafe darf nicht für die Zeit nach dem Tod ausgesprochen werden.
- 14: Je geringer der Glaube an Gott ist, umso größer ist die Angst vor dem Tod.
- 15–16: Diese Angst alleine kennzeichnet das Fegefeuer als Reinigungsort vor Himmel und Hölle.
- 17–19: Es ist gesichert, dass Verstorbene im Fegefeuer ihr Verhältnis zu Gott nicht mehr ändern können.
- 20–24: Die Ablassprediger irren, wenn sie sagen: „Jede Strafe wird erlassen.“
- 25: Die gleiche Macht, die der Papst bezüglich des Fegefeuers im Allgemeinen hat, besitzt jeder Bischof und jeder Seelsorger in seinem Arbeitsbereich.
- 26–29: Der Papst erreicht die Vergebung im Fegefeuer durch Fürbitte, aber die Ablassprediger irren, wenn sie Vergebung gegen Geld versprechen. So steigen die Einnahmen der Kirche, aber die Fürbitte ist allein von Gottes Willen abhängig.
- 30–32: Niemand kann durch den Ablass Vergebung mit Sicherheit erreichen.
- 33–34: Der Ablass des Papstes ist keine Gabe Gottes, bei der Menschen mit Gott versöhnt werden, sondern nur eine Vergebung der von der Kirche auferlegten Strafen.
- 35–40: Niemand kann Vergebung ohne Reue erhalten; aber wer wirklich bereut, hat Anspruch auf völlige Vergebung – auch ohne bezahlten Ablassbrief.
- 41–44: Das Kaufen der Ablassbriefe hat nichts mit Nächstenliebe zu tun, auch befreit es nur teilweise von der Strafe. Wichtiger sind gute Werke der Nächstenliebe wie Unterstützung für Arme oder Hilfsbedürftige.
- 45–49: Wer einem Bedürftigen nicht hilft, aber stattdessen Ablass kauft, handelt sich den Zorn Gottes ein.
- 50–51: Wenn der Papst die Erpressungsmethoden der Ablassprediger kennen würde, würde er davon nicht den Petersdom in Rom bauen lassen.
- 52–55: Aufgrund eines Ablassbriefes ist kein Heil zu erwarten. Es ist falsch, wenn in einer Predigt länger über Ablass gesprochen wird als über Gottes Wort.
- 56–62: Der Schatz der Kirche, aus dem der Papst den Ablass austeilt, ist weder genau genug bezeichnet noch beim Volk Christi erkannt worden. Aber die Gnade für den inneren Menschen wirkt ohne Papst durch Jesus Christus. Der wahre Schatz der Kirche ist das Evangelium der Herrlichkeit und Gnade Gottes.
- 63–68: Der Ablass ist das Netz, mit dem man jetzt den Reichtum von Besitzenden fängt.
- 69–74: Die Bischöfe und Pfarrer sollen die Ablassprediger beobachten, damit sie nicht ihre eigene Meinung anstelle der päpstlichen predigen.
- 71–74: Wer gegen die Wahrheit des apostolischen Ablasses spricht, sei verworfen und verflucht. Der Papst will vielmehr den Bannstrahl gegen diejenigen schleudern, die unter dem Vorwand des Ablasses auf Betrug hinsichtlich der heiligen Liebe und Wahrheit sinnen.
- 75–76: Der Ablass kann keine schwerwiegenden und auch keine geringfügigen Sünden vergeben.
- 77–78: Der Papst kann genau wie der Apostel Simon Petrus Fähigkeiten von Gott erhalten, wie es in 1 Kor 12,1–11 EU geschrieben steht.
- 79–81: Es ist eine Gotteslästerung, das Ablasskreuz mit dem Wappen des Papstes in den Kirchen mit dem Kreuz Jesu Christi gleichzusetzen. Wer solche freche Predigt hält, kann das Ansehen des Papstes gefährden, etwa durch spitzfindige Fragen der Laien:
- 82: Warum räumt der Papst nicht das Fegefeuer für alle aus?
- 83: Warum bleiben Totenmessen für Verstorbene bestehen, wenn es nicht erlaubt ist, für die Losgekauften zu beten?
- 84: Warum kann ein gottloser Mensch gegen Geld Sünden vergeben?
- 85: Warum werden die praktisch abgeschafften Bußsatzungen immer noch mit Geld abgelöst?
- 86: Warum baut der reiche Papst nicht wenigstens den Petersdom von seinem Geld?
- 87: Was erlässt der Papst demjenigen, der durch vollkommene Reue ein Anrecht auf völligen Erlass der Sünden hat?
- 88: Warum schenkt er nur einmal am Tag allen Gläubigen Vergebung und nicht hundertmal täglich?
- 89: Warum hebt der Papst frühere Ablassbriefe wieder auf?
- 90–93: Wenn der Ablass gemäß der Auffassung des Papstes gepredigt würde, lösten sich diese Einwände auf. Darum weg mit diesen falschen Ablasspredigern.
- 94–95: Man soll die Christen ermutigen, Jesus Christus nachzufolgen, und sie nicht durch Ablassbriefe falsche geistliche Sicherheit erkaufen lassen.

## Überlieferung
Weder ist Luthers Handschrift der Thesen noch ein Wittenberger Druck überliefert. Seine dargelegten 95 Thesen stammten möglicherweise als Einblattdruck aus der Presse von Johann Gronenberg. Ein offenbar von Luther selbst beauftragter Einblattdruck (Folioblatt in zwei Spalten) des lateinischen Textes erschien bereits 1517 bei Jacob Thanner in Leipzig. Obzwar der Leipziger Drucker Jacob Thanner die Thesen mit arabischen Ziffern durchnummerierte, irrte er sich dabei aber wiederholt, so stand vor der 24. These die Ziffer 42, nach der 26. These wurde mit 17 weitergezählt. Zweimal erhielt der zweite Teil einer These eine eigene Nummer – Luthers 55. Einsicht erschien als 45. und 46. und Nr. 83 als 74 und 75. So kam der Leipziger Druck der 95 Thesen am Ende nur auf 87 als höchste Zahl.
Ein weiterer Einblattdruck vermutlich kam im Dezember bei Hieronymus Höltzel († ca. 1532) in Nürnberg, eine Buchausgabe (vier Blätter in Quart) bei Adam Petri in Basel heraus: Disputatio pro declaratione virtutis indulgentiarum. Der Nürnberger Hieronymus Höltzel hatte offenbar Probleme mit höheren Zahlen – er reihte dreimal die Nummer 1 bis 25 aneinander und einen vierten Block von 1 bis 20.
Während also der Leipziger Druck in arabischen Ziffern irrtümlich 87 Thesen zählt, sind beim Nürnberger Plakatdruck sowie beim Basler Quartdruck die 95 Thesen in Gruppen von dreimal 25 gezählt, denen am Schluss 20 Thesen folgen; es ist nicht bekannt, auf wen diese Einteilung zurückgeht.

## Übersetzungen ins Deutsche
Vermutlich noch vor Weihnachten 1517 übersetzte der Nürnberger Kaspar Nützel Luthers 95 Thesen ins Deutsche, wie in einem Brief Christoph Scheurls vom 8. Januar 1518 erwähnt ist. Diese früheste zu datierende deutschsprachige Übersetzung ist nur durch Berichte belegt, aber bibliographisch nicht bekannt geworden. „Trotz des fehlenden bibliographischen Nachweises der Existenz eines Druckes der Nützelschen Version, geistert die Vorstellung von dessen Existenz durch die Literatur.“
Der älteste nachweisbare anonyme Druck ist von 1545 (Nachdruck Berlin 1892). Es folgt die Übersetzung 1555 von Justus Jonas dem Älteren zuerst 1555 in Jena bei Rödinger im Band Der Erste Teil aller Buecher vnd Schrifften des thewren seligen Mans Doct: Mart: Lutheri, dann als Der Neundte Teil der Buecher des Ehrnwirdigen Herrn D. Martini Lutheri, 1557 durch Hans Lufft in Wittenberg gedruckt – herausgegeben von Philipp Melanchthon und im Verzeichnis Propositiones Lutheri wider das Ablas betitelt. Die Übersetzung gilt als nicht sehr vorlagengetreu.
Zudem findet sich eine Handschrift mit einer Teilübersetzung in der Universitätsbibliothek Eichstätt (Cod. st 695), zwischen 1518 und 1525 geschrieben.

## Verbreitung
„Die Botschaft selbst wurde einer breiten Leserschaft nicht durch die lateinischen Thesen und deren Auslegungen in den im Frühjahr 1518 erschienenen Resolutiones de indulgentiarum virtute bekannt, sondern durch den deutschsprachigen Sermon von Ablaß und Gnade [alternativ auch: Freiheit des Sermons päpstlichen Ablaß und Gnade belangend], der den eigentlichen Durchbruch Luthers als Schriftsteller ausmachte. Von dieser Schrift erschienen 1518 nicht weniger als 15 hochdeutsche Ausgaben sowie eine niederdeutsche, in den beiden folgenden Jahren weitere neun.“

## Bedeutung, Voraussetzungen und Auswirkungen
Schon seit dem Jahre 1456 wurde auf allen Reichstagen im Heiligen Römischen Reich das päpstliche Finanzgebaren missbilligt. Aber nicht nur darüber klagten die Fürsten, ihre Kritik richtete sich ebenso gegen den Versuch der geistlichen Gerichtsbarkeit, ihre Zuständigkeit auf weltliche Angelegenheiten auszudehnen. Im Jahre 1457 brachten die Reichsstände die Beschwerden oder die Gravamina der deutschen Nation, Gravamina nationis germanicae, vor. Sie hatten eine erhebliche Bedeutung für die Schaffung einer antipäpstlichen Stimmung, die sich gegen die Einflussnahme der römisch-katholischen Kirche und die von ihr beanspruchten Privilegien richtete. In den „100 gravamina nationis germanicae“ (erstmals gedruckt in Nürnberg 1523 in deutscher und lateinischer Sprache), die auf dem Nürnberger Reichstag von 1522 vorgelegt wurden, war die Kritik an der römischen Kirche im Heiligen Römischen Reich bereits zu einem vehementen Anticurialismus geworden, der den Fortgang der Reformation maßgeblich förderte. Die Beschwerden waren schon im Jahre 1522 dem Papst Hadrian VI. übersendet worden. Es waren dabei aber vor allem die geistlichen Fürsten, die Fürstbischöfe, die sich gegen die Zentralisierung der kirchlichen Belange in Rom beschwerten. Das betraf etwa die finanziellen Abgaben, welche die meisten Bischöfe dafür leisten mussten, dass ihnen von der Kurie eine Pfründe zugestanden wurde. An diese antipäpstliche Stimmung konnten Martin Luther und die Reformatoren anknüpfen; so fielen Luthers 95 Thesen auf einen gewissermaßen vorbereiteten Grund.
Die Veröffentlichung von Luthers 95 Thesen war eines der bedeutendsten Ereignisse in der Frühen Neuzeit mit einer unvorhersehbaren Langzeitwirkung. Seit dem Frühjahr 1517 erlebte Luther immer häufiger, dass die Wittenberger der Beichte fernblieben und stattdessen in die auf stiftsmagdeburgischem bzw. anhaltischem Gebiet liegenden Städte Jüterbog und Zerbst gingen, um sich selbst, aber auch verstorbene Angehörige, von Sünden und Sündenstrafen durch den Erwerb von Ablassbriefen freizukaufen. Tatsächlich war der Missbrauch des Ablasses einer der wesentlichen Kritikpunkte Luthers. Die eine Hälfte der Einnahmen des Ablasshandels diente dem Bau des Petersdoms in Rom, während sich der Erzbischof Albrecht und die Ablassprediger die andere Hälfte teilten. Der Bischof benötigte die Einkünfte, um seine gegenüber den Fuggern aufgelaufenen Schulden abzuzahlen. Mithin waren die Thesen ein Angriff auf das päpstliche Finanzsystem.
Denn die Luthersche Kritik des Ablasshandels stand vor einen komplexen Hintergrund. Albrecht von Brandenburg wurde schon 1513 im Alter von 23 Jahren Erzbischof von Magdeburg und Administrator des Bistums Halberstadt. Da ein kirchenrechtliches Verbot bestand, mehr als einen Bischofssitz innezuhaben, musste Albrecht von Brandenburg das 1514 zur Disposition stehende Erz- und Kurfürsttum zu Mainz mit einem Dispens des Heiligen Stuhls in Rom entscheiden lassen. Man legte das Begehren Albrechts zu seinem Gunsten bei, erklärte aber, dass er eine Summe von 21.000 Dukaten zum Neubau des Petersdoms beitragen müsse. Albrecht lieh sich hierzu den Betrag bei Jacob Fugger. Um diese Schulden zu begleichen, sollten die Einnahmen aus dem Ablasshandel des Dominikaners Johann Tetzel verwendet werden. Das war ein Angriff auf den Ablasshandel im Umfeld des Heiligen Römischen Reiches, aber auch ein indirekter Angriff auf das Finanzhaus der Fugger zu Augsburg.
Hinzu kam, dass Kaiser Maximilian im Januar 1519 verstarb und seinem Enkel Karl I., dem Herzog von Burgund und spanischen König, die Habsburgischen Erblande mit den burgundischen Nebenländern und außerdem einen umstrittenen Anspruch auf den römisch-deutschen Kaiserthron hinterließ. Um seine Forderungen an das Haus Habsburg (mehr als 170.000 Gulden) politisch abzusichern, unterstützte wiederum Jakob Fugger den Thronanwärter bei seiner Wahl zum römisch-deutschen König. Neben Karl bewarben sich um die Nachfolge als römisch-deutscher König und Kaiser noch Franz I. von Frankreich und Heinrich VIII. von England. Am Ende des Wahlkampfs brachte die Kurie überdies Kurfürst Friedrich von Sachsen – der schützend die Hand über Luther hielt – ins Spiel, aber auch Karls Bruder Ferdinand wurde zeitweise als Kandidat in Erwägung gezogen. Denn für den Kirchenstaat bedeutete der anstehende Kaiserwechsel im Heiligen Römischen Reich eine Änderung in der politischen Geographie. So könnte der territoriale Herrschaftsbereich des Habsburgers den vatikanischen Handlungsspielraum eingrenzen. In diesem Zusammenhang stand nun der Kurfürst Friedrich von Sachsen durchaus im Kräftespiel um den neu zu bestimmenden Kaiser.
Im eigentlichen Wettbewerb miteinander standen Karl und Franz I. Dieser Wettbewerb übertraf in seiner Intensität alle früheren und folgenden Wahlen dieser Art. Beide Kandidaten vertraten die Reichsidee einer „universellen Monarchie“, monarchia universalis, welche die nationalmonarchische Trennung Europas überwinden sollte. Das Kurfürstenkollegium bestand aus drei geistlichen (den Erzbischöfen von Mainz, Köln und Trier) sowie vier weltlichen Fürsten (dem König von Böhmen, dem Herzog von Sachsen, dem Markgrafen von Brandenburg und dem Pfalzgrafen bei Rhein). In dieser für Karl sehr schwierigen Situation entschied die Kapitalkraft des Kaufmanns Jakob Fugger die Wahl zugunsten des Habsburgers. Fugger transferierte die Summe von 851.918 Gulden an die sieben Kurfürsten, woraufhin Karl in Abwesenheit am 28. Juni 1519 in Frankfurt am Main einstimmig zum römisch-deutschen König gewählt wurde.
Die als Antwort auf die Ablasspredigten Johann Tetzels veröffentlichten Thesen hatten eine eminente Auswirkung auf nahezu alle gesellschaftlichen, kulturellen und politischen Strukturen – was Luther selbst kaum vorausgeahnt haben konnte. Die Reformbedürftigkeit der Kirche und damit der Kirchenverfassung war längst ein dringendes Problem. Die Veröffentlichung seiner Thesen war als Diskussionsgrundlage für fachkundige Theologen gedacht. Die Thesen verselbständigten sich jedoch sehr schnell und wurden oft als Handzettel nachgedruckt. Statt zur erhofften Diskussion kam es 1518 zunächst zum Ketzerprozess und schließlich sogar zum Kirchenbann.
Die Wirkung von Luthers Gedanken hält indes bis heute an. Die Thesen formulieren eine Kritik an den damals herrschenden Zuständen auf der Grundlage der Bibel. Den Ablasshandel erklärt Luther in den Thesen für Menschenwerk, weil die Bibel keine Grundlage für dieses römisch-katholische Konzept enthält. Zwar lässt Luther zunächst den Ablass für Strafen, die von der Kirche auferlegt wurden, noch gelten; aber seine Kritik richtet sich strikt gegen die falsche Heilssicherheit, die aus einer falschen Handhabung des Ablasses herrühre. Auch der Papst wird von der Kritik nicht ausgenommen: Luther beginnt hier seine öffentliche Kritik an der Institution des Papsttums – ein geistiger Sprengsatz, der dann in den nächsten Jahren und Jahrzehnten seine volle Kraft entfaltete und schließlich zum Schisma, zur Spaltung der abendländischen Kirche, führte.
Luthers Landesherr, Kurfürst Friedrich III. von Sachsen, unterstützte ihn in dieser Haltung, weil auch er den Abfluss dieser Gelder aus dem eigenen Territorium nach Rom nicht dulden wollte.

## Authentizität des Thesenanschlags
Die Authentizität des Thesenanschlags ist umstritten. Zweifelsfrei ist die Existenz des zunächst handschriftlichen Thesenpapiers. Ein Exemplar ging an den Erzbischof Albrecht von Mainz, der zugleich Erzbischof von Magdeburg und als solcher für Wittenberg zuständig war. Weitere Exemplare gingen an andere geistliche Würdenträger des Reiches und eines – als Reaktion auf dessen Instruktionen – an den Ablassverkäufer Johannes Tetzel, der aber darauf nicht reagierte. Ohne dessen Einverständnis wäre eine öffentliche Disputation wohl als schwere Provokation aufgefasst worden. Es ist unwahrscheinlich, dass Luther dies beabsichtigte oder sich über eine solche mögliche Konsequenz nicht im Klaren gewesen wäre.
Der Thesenanschlag wird erstmals erwähnt von Luthers Sekretär Georg Rörer, der 1540 (oder 1544) in einer Bearbeitungsnotiz zum Neuen Testament – die erst 2006 gefunden wurde – von der Bekanntmachung der Thesen an den Türen mehrerer Wittenberger Kirchen berichtet: „Am Vorabend des Allerheiligenfestes des Herrn im Jahre 1517 sind von Doktor Martin Luther Thesen über den Ablass an die Türen der Wittenberger Kirchen angeschlagen worden.“ Der Fund legt also nahe, dass die Thesen an mehreren Wittenberger Kirchen gleichzeitig veröffentlicht wurden. Allerdings ist die Beweiskraft des Dokumentes umstritten und es ist unwahrscheinlich, dass Rörer Augenzeuge des Thesenanschlags war.
Bis zu Luthers Tod 1546 ist vom Thesenanschlag in keiner reformatorischen Publikation die Rede. Popularisiert wurde er erst danach, insbesondere durch Philipp Melanchthon, der ihn erstmals 1547 in der Vorrede zum zweiten Band seiner Ausgabe der Werke Luthers erwähnte. Dieser sei als Herausforderung zu einer der üblichen akademischen Disputationen gedacht gewesen. Melanchthon wurde allerdings erst 1518 nach Wittenberg berufen und kann daher nicht Augenzeuge eines solchen Ereignisses gewesen sein. Ausgehend von Melanchthon entwickelte der Thesenanschlag sich zu einem Gründungsmythos der Reformation.
Das Ereignis des Thesenanschlags wird seit 1961 vom katholischen Kirchenhistoriker Erwin Iserloh in Frage gestellt. Sein protestantischer Fachkollege Heinrich Bornkamm meinte hingegen, dass es durchaus den üblichen Gepflogenheiten akademischer Disputationen in Wittenberg entsprochen habe, die Thesen an der Schlosskirche als Universitätskirche öffentlich anzuschlagen, denn sie diente auch als Auditorium maximum bei Disputationen und Promotionen. Auch der Kirchenhistoriker Kurt Aland hält die Ereignisse für authentisch.
Gerhard Prause fasste 1966 in seinem Buch Niemand hat Kolumbus ausgelacht. Fälschungen und Lügen der Geschichte richtiggestellt die Geschichte der 95 Thesen zusammen und legte dar, dass der Anschlag der 95 Thesen ein Mythos sei, der auf eine Fehlinterpretation eines Textes des damals einzigen bekannten Zeitzeugen Johannes Agricola zurückgehe. Man habe me teste (lateinisch „wie ich bezeugen kann“) gelesen, statt modeste („in bescheidener Weise“). Prause zufolge schrieb Agricola also: „Im Jahre 1517 legte Luther in Wittenberg an der Elbe nach altem Universitätsbrauch gewisse Sätze zur Disputation vor, jedoch in bescheidener Weise und damit ohne jemand beschimpft oder beleidigt haben zu wollen“.
Möglicherweise muss diese Ansicht durch die Notiz des Luther-Sekretärs Georg Rörer revidiert werden. Für die Authentizität sprachen sich im Jahr 2018 erneut die Historiker Benjamin Hasselhorn und Mirko Gutjahr aus.

## Verhör Luthers durch Kardinal Cajetan

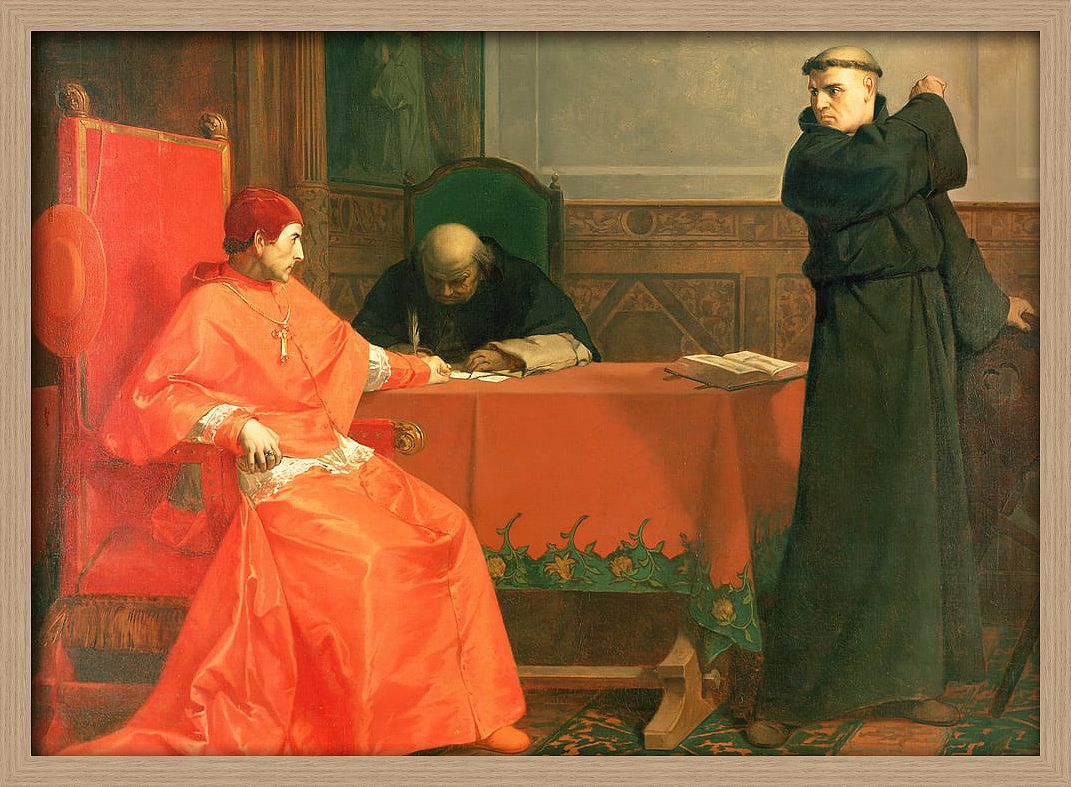
Gemälde von Ferdinand Pauwels (1870): Luther vor Kardinal Cajetan während der Kontroverse seiner 95 Thesen

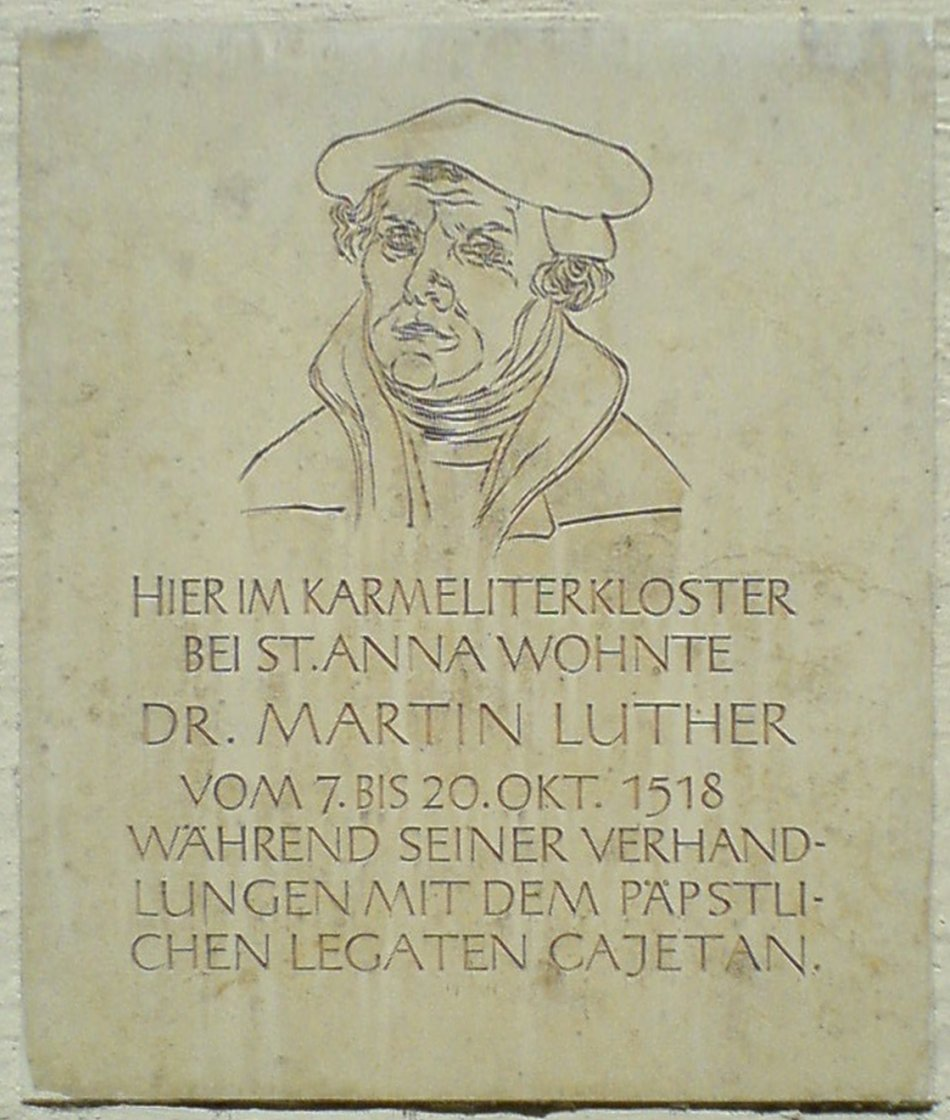
Gedenktafel an der südlichen Mauer des ehemaligen Augsburger Karmelitenklosters (südlich der St.-Anna-Kirche, im Annahof)

Am 12. Oktober 1518 stellte Kardinal Cajetan drei Forderungen an Luther, wovon sich die Forderungen, „seine Irrtümer [zu] widerrufen“ und „sich in Zukunft dieser Sache zu enthalten“ direkt auf Luthers Thesen bezogen. Die dritte Forderung lautete, sich von allem fernzuhalten, „was Unruhe in die Kirche bringen könne“.
Luther hatte am 7. August 1518 eine Vorladung nach Rom erhalten, die Friedrich der Weise, der Luther schützte, auf den 12. Oktober nach Augsburg umlenken konnte. Ein über Cajetans Forderungen hinausgehendes Gespräch mit ihm, entstand auf Luthers „unterwürfige“ Bitte, sich genau belehren zu lassen, worin er sich denn irrte. Es war laut Volker Leppin „eines der intensivsten und raffiniertesten Gespräche, die in Luthers Biographie überhaupt zu beobachten sind“. Luther dokumentierte es in den Acta Augustana.
In diesem bezog sich Cajetan einerseits gegen Luthers 58. These, worin Luther sich gegen Unigenitus gestellt habe. Dieses als Extravagante kirchenrechtliche Gesetz (Corpus Iuris Canonici), besagte, „dass der Ablass aus den Verdiensten Christi erteilt werde“. Luther behauptete mit der 58. These, „dass die Schätze der Kirche nicht aus den Verdiensten Christi und der Heiligen bestünden, da diese immer ohne den Papst Gnade für den inneren Menschen wirkten“. Er sagte zu Cajetan unter anderem, dass die „gleich lautende oder ähnliche“, von Clemens VI. erlassene Extravagante, mit der sich Luther auch beschäftigt habe, „die heilige Schrift missbrauche und die Worte frech in einem frechen Sinn verdrehe“. Deshalb müsse die Heilige Schrift, der Luther bei seinen Thesen gefolgt sei, „der Extravagante entschieden vorgezogen werden“.
Andererseits bezog sich Cajetan insbesondere auf Luthers 7. These, worin Luther Röm 1,17  ausführte. Cayetan entgegnete Luthers Ausführung, der Glaube werde darin „nicht mehr im Sinne seiner früheren Demutstheologie“ verstanden, „sondern schlechthin [als] nichts anderes als den Glauben an ein vorgegebenes Wort“. Gerechtigkeit werde „durch das Wort geschenkt“, so Ernst Bizers Verständnis von Luthers These.
Am Ende des Gesprächs bat Luther um mehr Bedenkzeit. Am nächsten Tag ließ Luther, höchstwahrscheinlich durch gute Beratung, in Anwesenheit von vier kaiserlichen Räten und von Staupitz in Form einer rechtsrelevanten protestatio verlauten, er sei sich nicht bewusst, „irgendetwas gegen die Heilige Schrift, die Kirchenväter, die päpstlichen Dekretalen oder die rechte Vernunft“ gelehrt zu haben. Das schützte ihn vor einer sofortigen Verurteilung durch Cajetan und gab ihm Zeit, am 20. Oktober aus Augsburg zu fliehen.

## Aktuelle Rezeption
Der Thesenanschlag wird bis in die Gegenwart vielfältig ausgelegt und wurde in verschiedenen Filmen und Büchern verarbeitet. Unter anderem trug er zum Titel des amerikanischen theologisch-satirischen Magazins The Wittenburg Door bei.

## Katholische Legende
Laut einer mündlichen Überlieferung kursierte die Geschichte, dass das Pergament, auf dem Martin Luther seine 95 Thesen verfasst hatte, zu brennen beginnen würde, sobald man es in den Petersdom in Rom bringen würde. Diese Legende spiegelt die starke Differenz zwischen Luthers Ideen und der römisch-katholischen Kirche wider. Der Petersdom, als Symbol der kirchlichen Macht, stand im Gegensatz zu Luthers Kritik am Ablasshandel und seiner Forderung nach einer reformierten Kirche. Das Bild des brennenden Pergaments verdeutlicht die tiefgreifende Herausforderung, die die Thesen für die katholische Kirche darstellten.

## Dokumentation
- Robert Neumüller: 95 Thesen und die Gegenreformation, Dokumente, die die Welt bewegen, 2016[24]